# Trainer di Wii Fit
I Trainer di Wii Fit sono dei personaggi dei videogiochi apparsi per la prima volta nel 2007 con il gioco per Nintendo Wii Wii Fit.  I giocatori possono scegliere tra un allenatore uomo o donna, tuttavia la versione femminile ha raggiunto più notorietà dato che è la versione predefinita del personaggio nella serie di Super Smash Bros.

## Caratteristiche
I trainer sono figure molto somiglianti a dei manichini slanciati. Nella serie di Wii Fit il loro indumento cambia in base al tipo di allenamento in esecuzione: quando si fanno esercizi muscolari sono vestiti di verde, quando si fa yoga sono vestiti di azzurro mentre quando si gioca in modalità “la mia routine” sono vestiti di arancione; su tutti e tre i vestiti c’è il nome del gioco.

## Apparizioni
Inizialmente i personaggi erano relegati alla serie di Wii Fit, ma comparvero per la prima volta in un’altra serie prima nel 2014 in Super Smash Bros. for Nintendo 3DS e Wii U e poi nel 2018 in Super Smash Bros. Ultimate. Inoltre in Super Mario Maker 2 la trainer donna è presente come costume.
A tutti e due i trainer è stato dedicato un amiibo.